# Гиртоп (географія)
Гиртоп (від молд. хыртоп — западина між пагорбами) — циркоподібна негативна форма рельєфу, що виникає переважно внаслідок дії зсувних і ерозійних процесів або  неотектонічних підняттів земної кори. Схили гиртопів майже стрімкі, ускладнені древніми зсувними тілами. У Молдові, напр., гиртопи розвинені головним чином у Кодрах, на Тигечській і Чулукській височинах. Покриті гиртопи в основному дубово-буковими і дубово-грабовими лісами з домішкою клена, липи, осики, дикої черешні та ін.